# Nassaulaan (Den Haag)
De Nassaulaan in Den Haag is een straat uit het midden van de 19de eeuw. Hij loopt van de Mauritskade naar de Javastraat. De naam is ontleend aan het huis Nassau, waaruit het Nederlands vorstenhuis voortkomt.

## Willemskerk
Het meest opvallende gebouw van de Nassaulaan is de Willemskerk, die allang geen kerk meer is, maar door oudere Hagenaars nog steeds zo genoemd wordt. In 1840 besteeg koning Willem II de troon. In de voorgaande jaren had hij het Willemspark laten aanleggen om paard te rijden, in 1845 liet hij er een grote manege bouwen en een jaar later werden er huizen naast gebouwd voor de officieren van de Frederikskazerne. Toen Willem II overleed liet hij grote schulden na, zodat in 1853 de manege aan de Nederlandse Hervormde Kerk werd geschonken, die het gebouw tot kerk verbouwde en het tot 1962 als zodanig gebruikte. Sinds 1975 is dit het kantoor van de Vereniging van Nederlandse Gemeenten. Het gebouw staat bekend als de Willemshof.

## Nassaubrug
Het bolle bruggetje aan het begin van de Nassaulaan werd in 1844 gebouwd. Opdat koning Willem II niet zou hoeven wachten bij de ophaalbrug bij het Scheveningseveer werd hier een vaste brug gemaakt zodat hij ongehinderd naar de stallen kon gaan. Het bruggetje is onder meer beroemd geworden door Louis Couperus, die in de roman Van oude menschen, de dingen, die voorbij gaan... beschreef hoe de oude heer Takma hier altijd overheen liep als hij de familie Dercksz ging opzoeken.
Voor de verkeersveiligheid is de brug met paaltjes afgezet zodat er geen auto's meer over kunnen. Vroeger gingen lesauto's hierheen om de hellingproef te oefenen.

## De huizen
De Nassaulaan heeft vooral huizen aan de noordkant, enkele zijn nog particulier bewoond. Langs de zuidkant loopt de Haagse Beek. Tussen de beek en de stoep staat een lange rij paardenkastanjes, die niet door de kastanjeziekte zijn aangetast. Een deel van de charme van de Nassaulaan is ook het uitzicht over de Sophialaan, de enige zijstraat. Deze heeft ook oude paardenkastanjes en loopt via het Plein 1813 tot aan de Zeestraat.
In het begin van de 20ste eeuw werden aan het begin van de zuidkant van de Nassaulaan twee panden gebouwd, die ieder nog steeds door een brug over de beek bereikbaar zijn. Op de hoek van de Mauritskade staat de Haagsche Schoolvereeniging (HSV), het gebouw ernaast, nummer 25, is sinds 1 januari 2011 het hoofdkantoor van ARS Traffic and Transport Technology.
Aan de Nassaulaan staan onder meer nog de volgende panden:
- nr 2b: Hoge Raad van Adel
- nr .8: Ambassade van Luxemburg
- nr 12: Vereniging van Nederlandse Gemeenten
- nr 18: Kanselarij der Nederlandse Orden
- nr 19: NassauHuis Makelaardij
- nr 23: Wereldhave, management
- nr 25: ARS Traffic and Transport Technology
- nr 26: Haagsche Schoolvereeniging

Nummer 8 werd in 2013 in gebruik genomen als de Luxemburgse ambassade (tot april 2013 tijdelijk gevestigd op het adres Koninginnegracht 19). Het pand werd in 2014 geheel gerenoveerd en beveiligd met behoud van het originele uiterlijk. Het pand had bij de bouw beneden vier kamers, waarbij de trap naar de eerste verdieping in een kamer uitkwam. In 1905 werd het pand verdiept, waardoor er midden in het pand ruimte ontstond voor een grote hall, een eikenhouten trappenhuis en een daklicht met glas-in-lood. Jojanneke Post beschilderde enkele deuren met imitatie-eiken.    

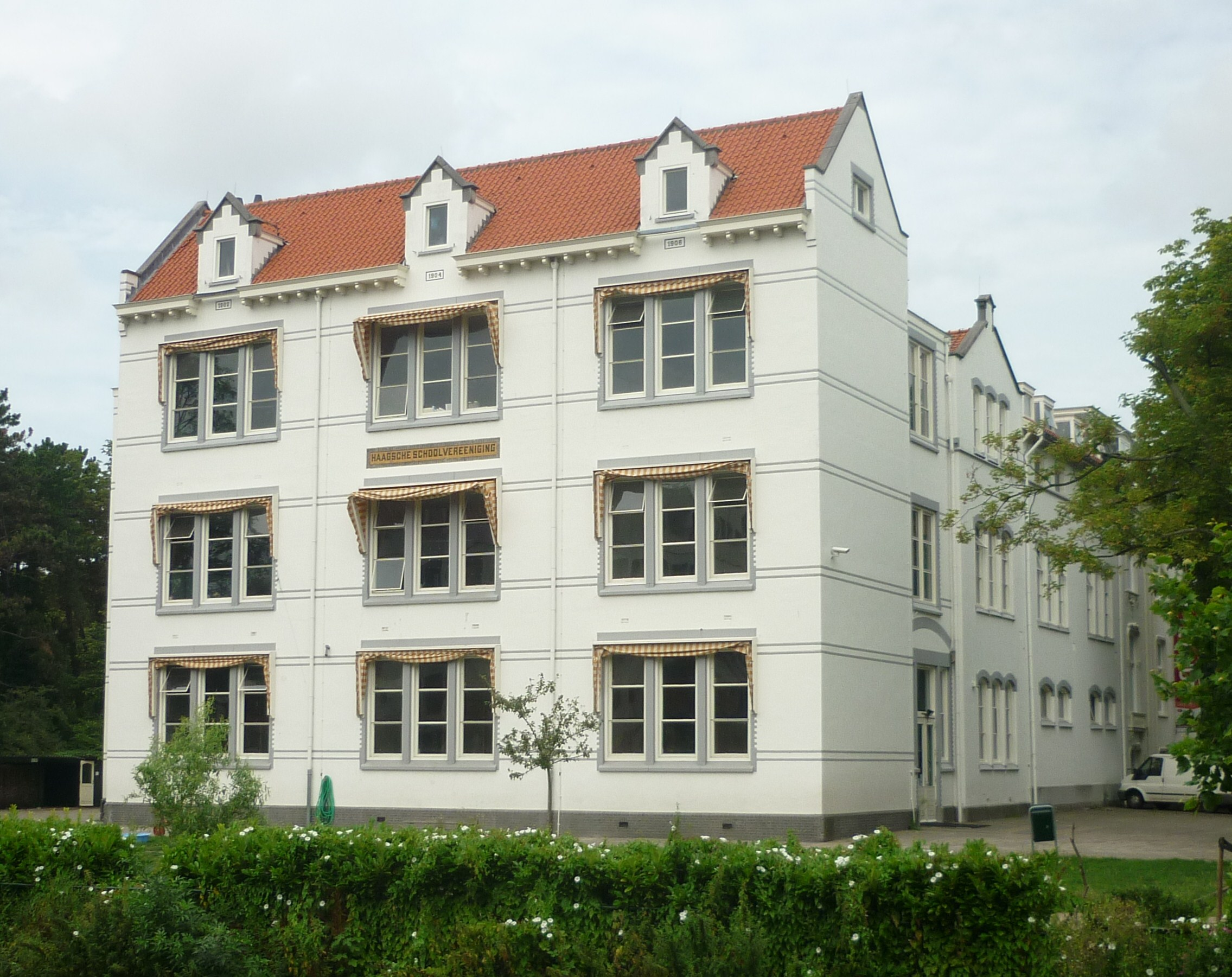
Nr 26: HSV
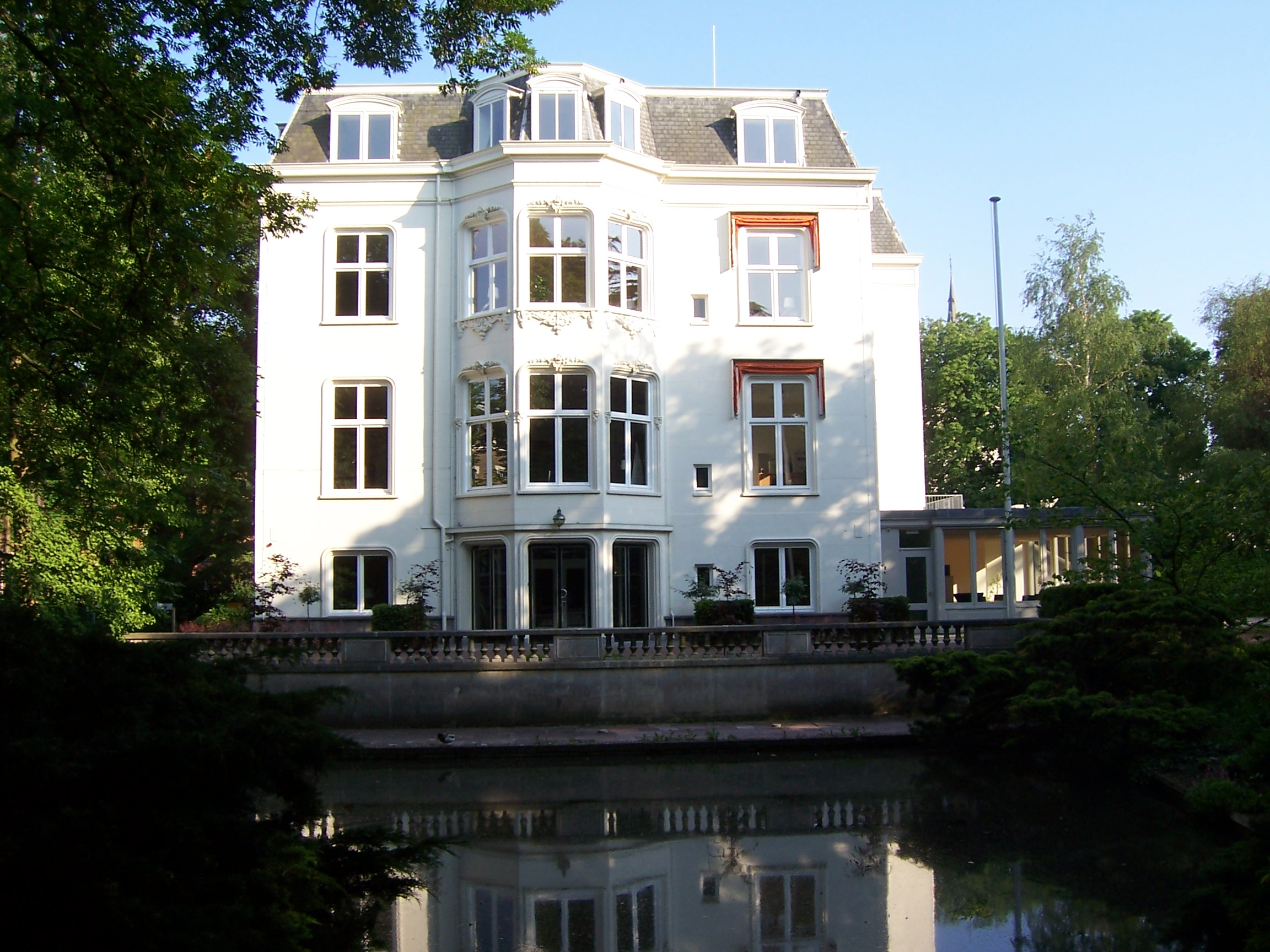
Nr 25: ARS Traffic & Transport Technology
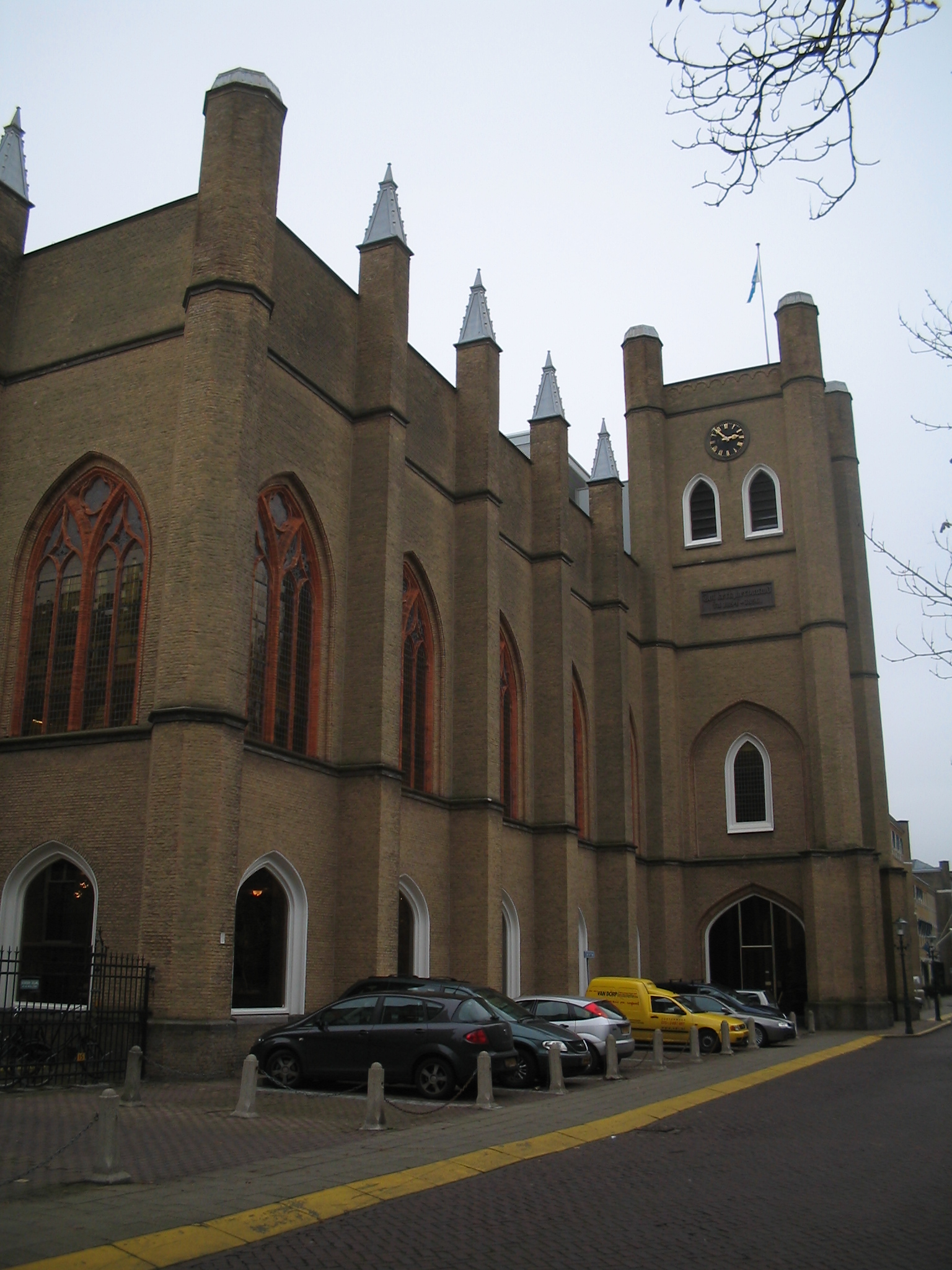
De voormalige manege en Willemskerk, 1845
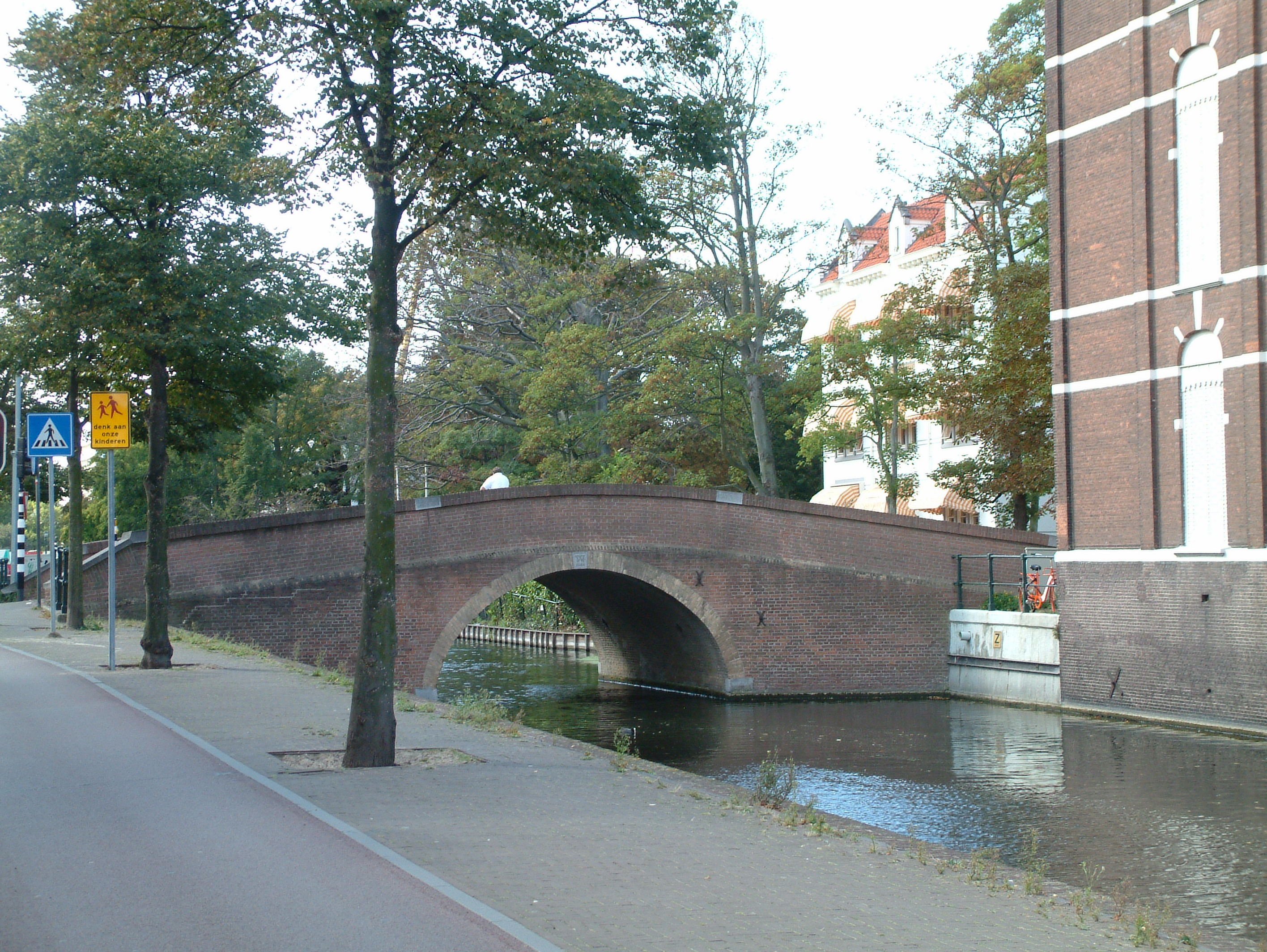
Nassaubrug, 1844

Zie ook de Lijst van rijksmonumenten in de Nassaulaan